# 南美水仙
南美水仙是石蒜科瓶水仙属植物，原产于秘鲁，在许多国家作为观赏植物栽培，并在委内瑞拉、墨西哥、西印度群岛、阿森松岛、斯里兰卡、斐济、所罗门群岛和社会群岛等地归化。在英语里该种通常被称作亚马孙百合（英語：Amazon lily），但该名也适用于瓶水仙属的许多其它物种。
南美水仙是一种常绿鳞茎植物，可长到75厘米高，50厘米宽，叶片长而窄，芳香的白花组成伞形花序。雄蕊下部融合成一个雄蕊杯。
南美水仙不耐寒。由于是非整三倍体（aneutriploid），无法结实，因此只能通过鳞茎繁殖。它获得过英国皇家园艺学会的园艺功勋奖。

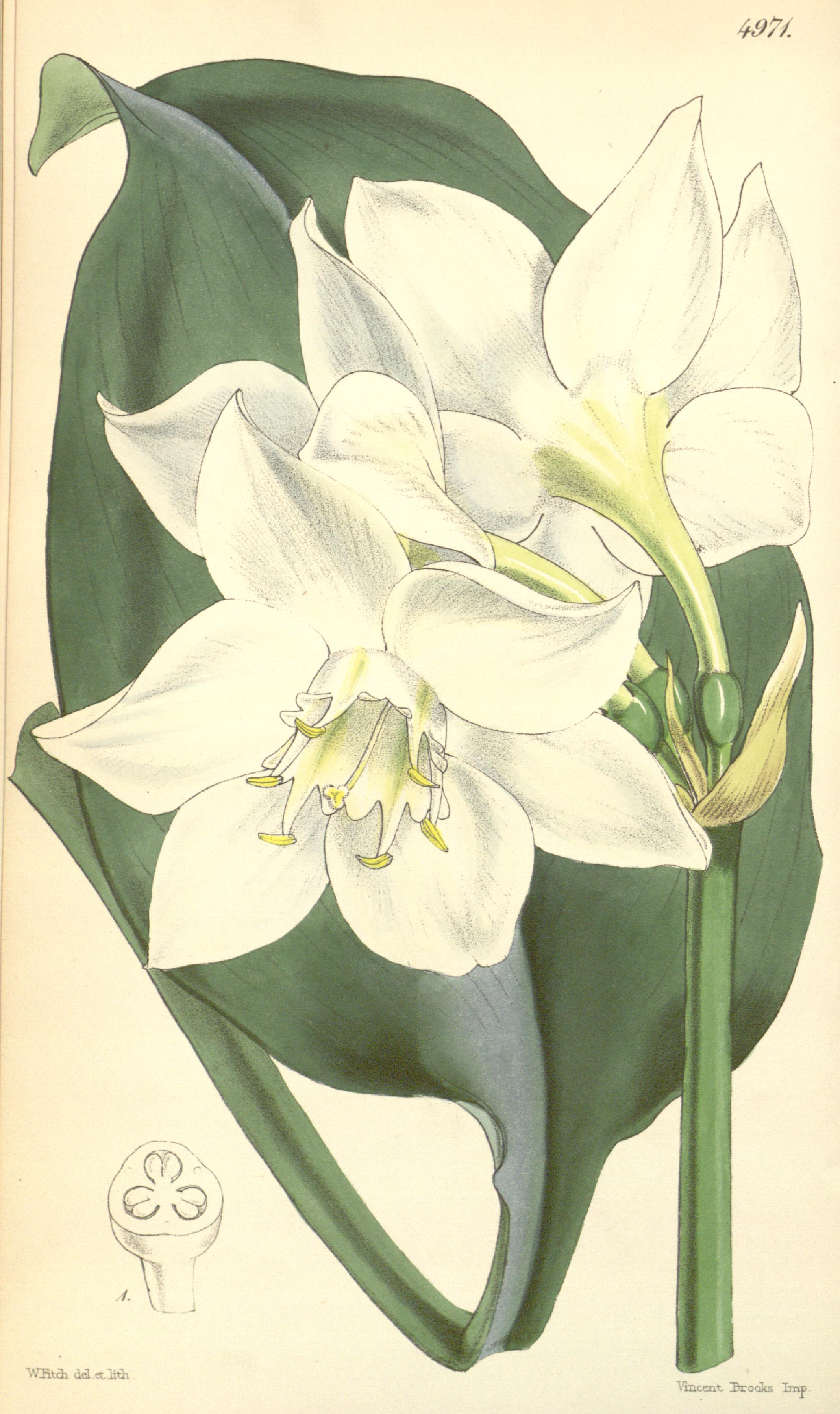
《柯蒂斯植物学杂志》1857年南美水仙插图，威廉·杰克逊·胡克误认作短杯南美水仙。
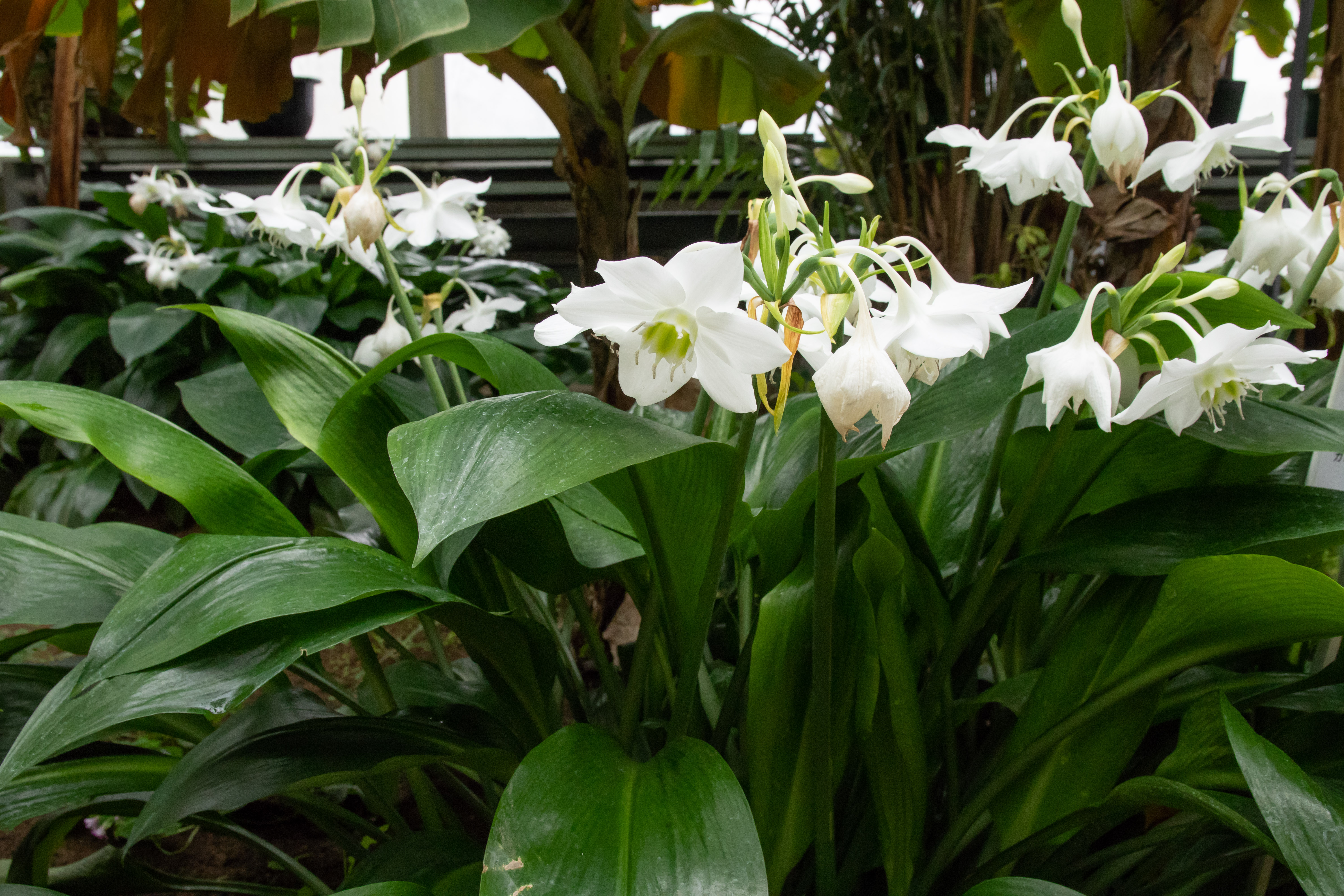
开花植株
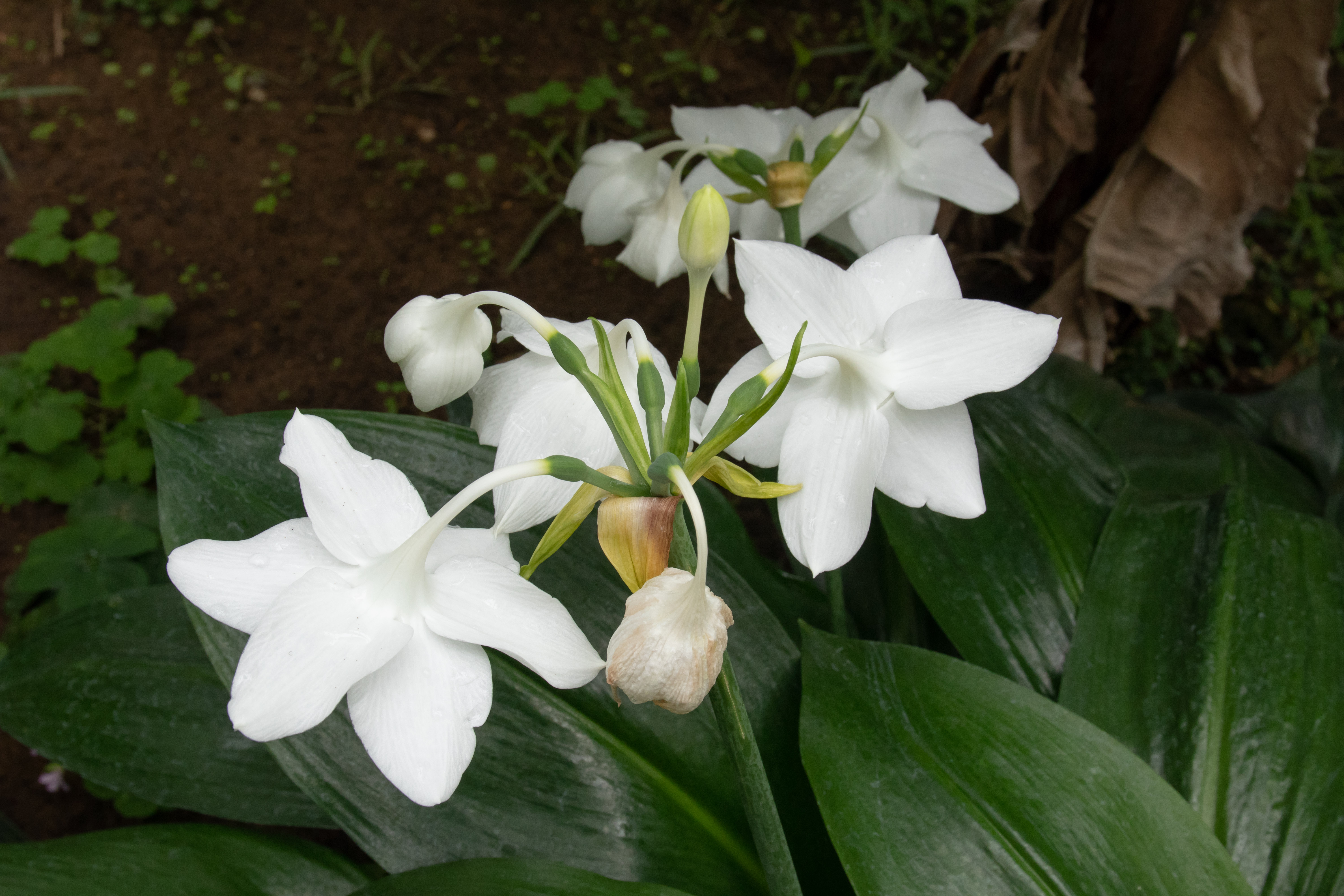
花序
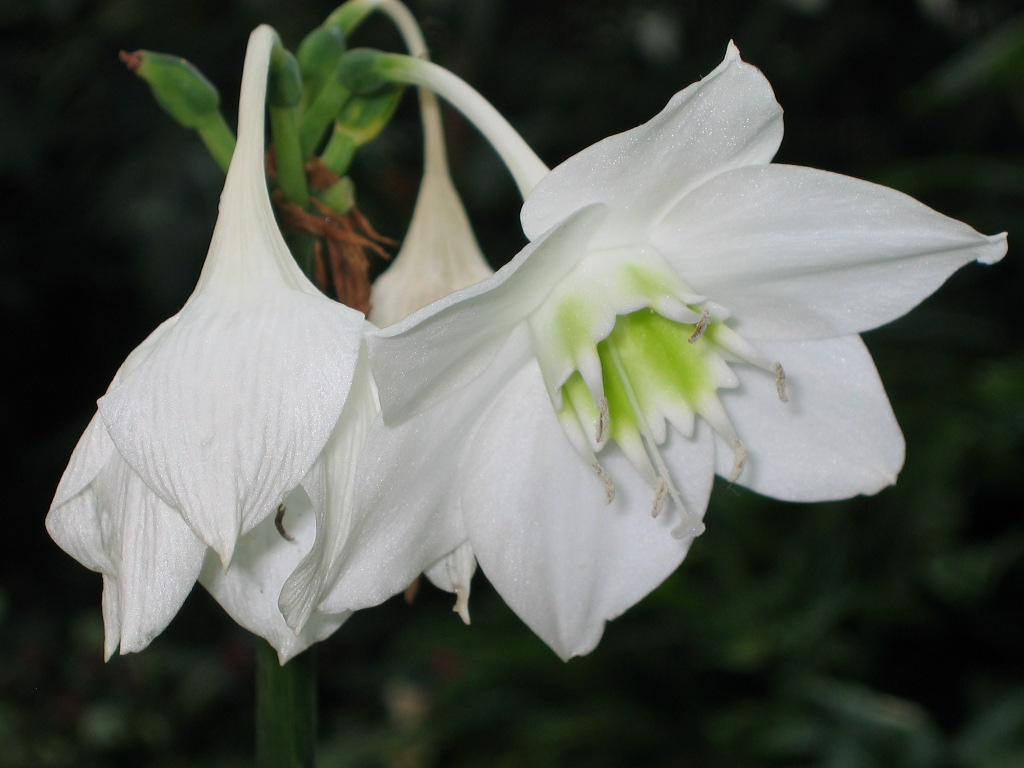
花

## 易混植物
园艺行业常将本种错误地标名为，但这其实是短杯南美水仙的异名。二者的主要区别在于叶片长度、花丝分离部分的形状以及雄蕊杯长度：南美水仙的叶片较长（(20–)30–40(–50) cm），花丝的分离部分为钻形（基部宽度为2.8–3.4 mm），雄蕊杯长度（11.2–13.8 mm）大于花丝的分离部分（6.5–8(–10) mm）；而短杯南美水仙的叶片较短（20–33 cm），花丝的分离部分为线性或狭钻形（基部宽度为1–1.5 mm），雄蕊杯长度（5–7 mm）小于花丝的分离部分（7–8.5(–10) mm）。

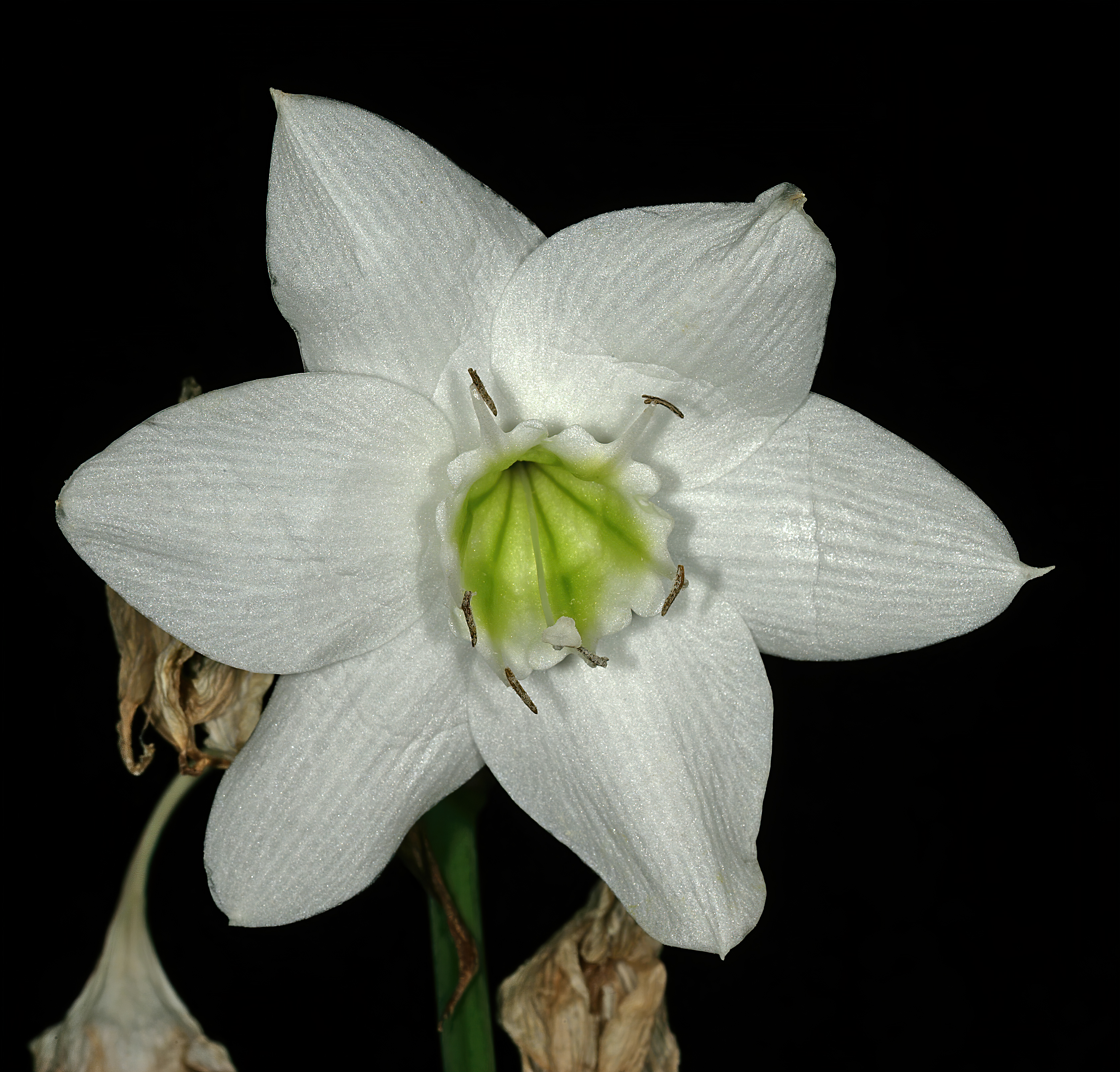
本种的雄蕊杯较长，犹如水仙的副花冠；花丝的分离部分为钻形，短于雄蕊杯。
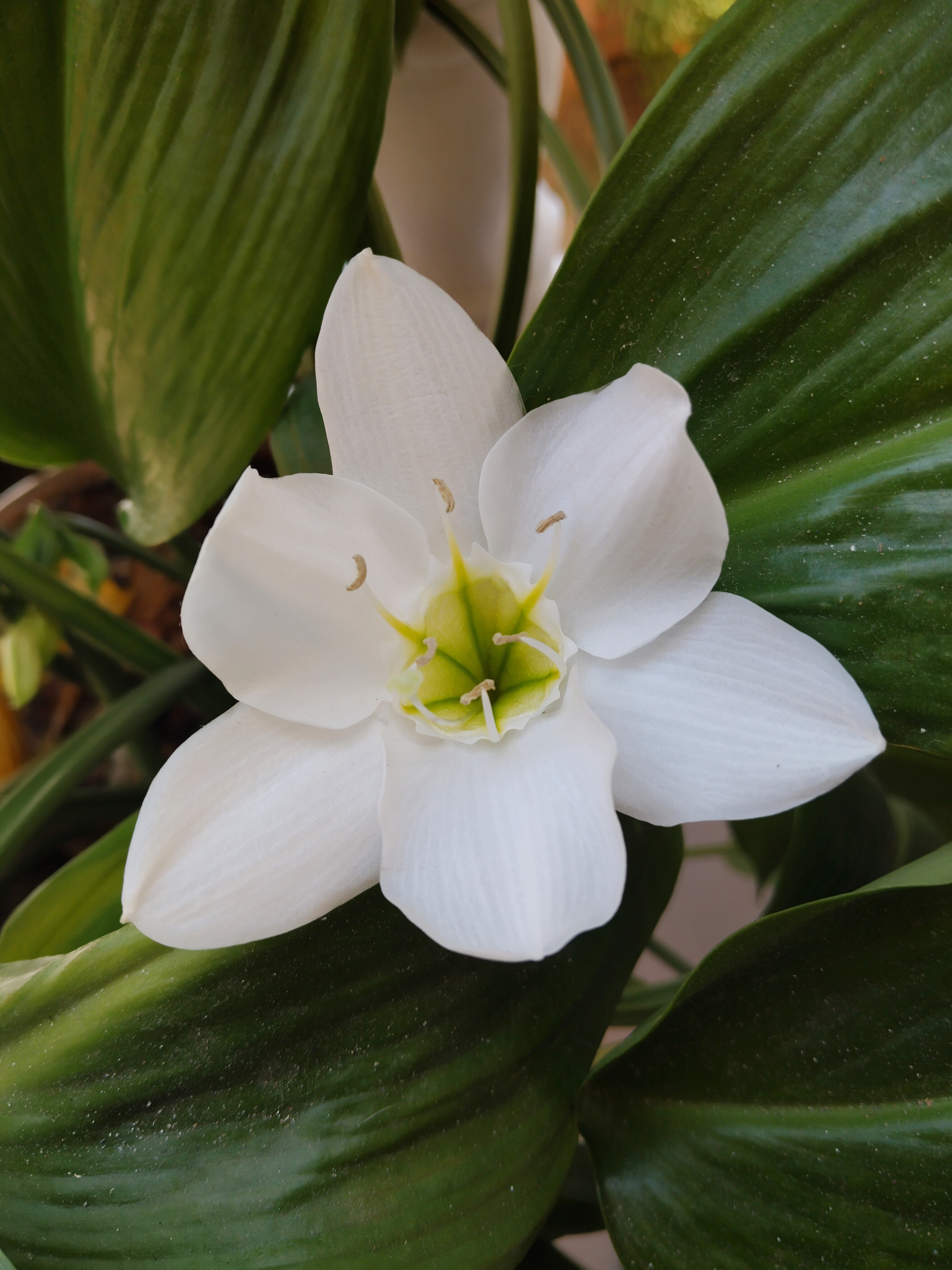
短杯南美水仙的雄蕊杯较短；花丝的分离部位为线形或狭钻形，长于雄蕊杯。